# Le Pleurer-rire
Le Pleurer-rire est un roman d'Henri Lopes paru en 1982 aux éditions Présence africaine. Considéré comme une œuvre classique de la littérature africaine moderne, il traite de la mauvaise gestion du pouvoir par les dictateurs africains. Ce livre est centré sur le personnage de Tonton Bwakamabé Na Sakkadé, ancien combattant devenu président de la République à la faveur d'un coup d'État. Il exerce un pouvoir illimité et se préocuppe peu de la « chose publique » (res publica). Le roman traite du pouvoir et du contre-pouvoir.

## Titre

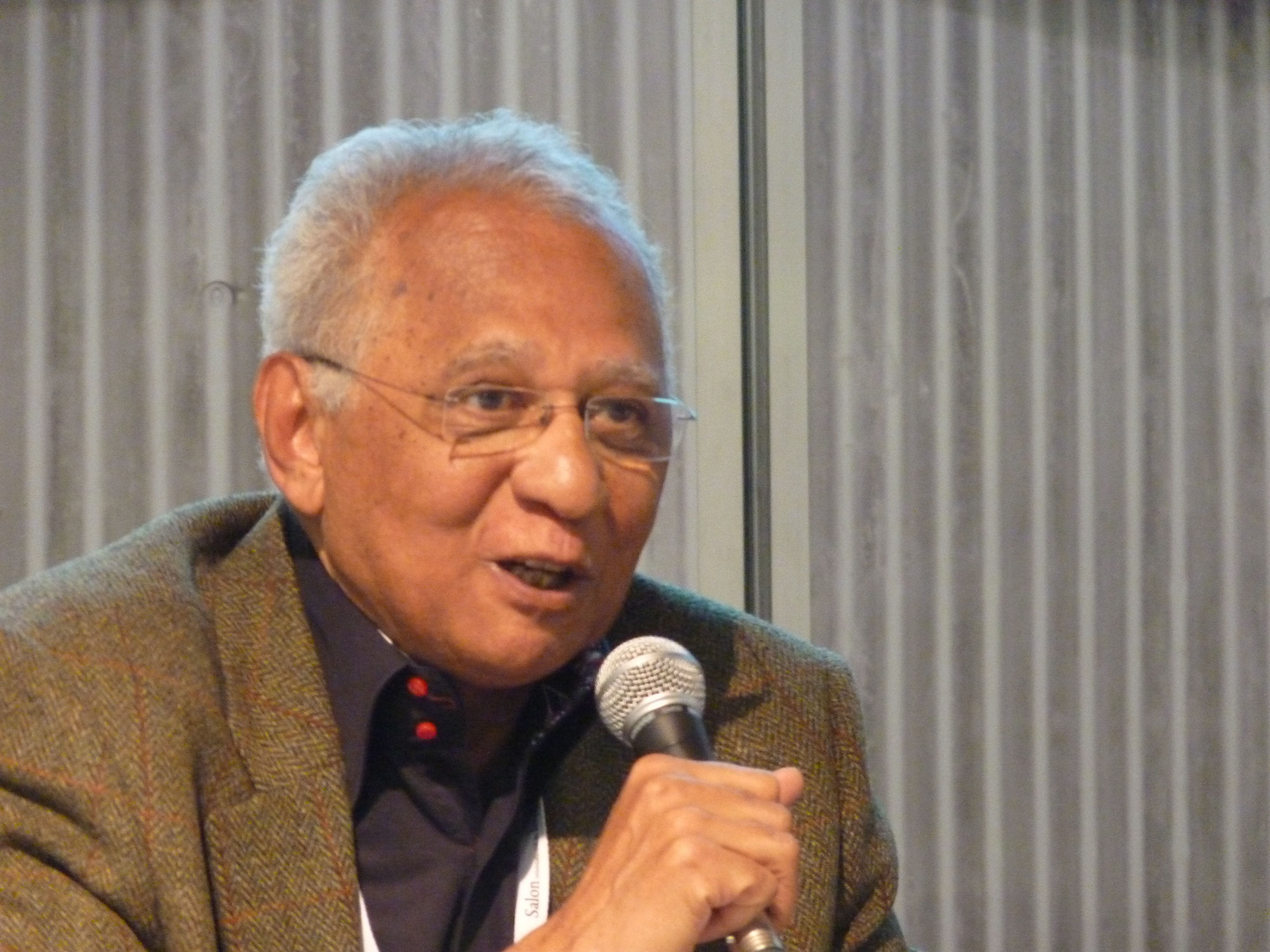
Henri Lopes en 2012.

Par référence au « mentir-vrai » d'Aragon, le pleurer-rire, titre oxymore, signifie le bon et le mauvais, l'envers et l'endroit d'une époque[source insuffisante].

## Contexte d'apparition de l'œuvre
Au début des années 1980, l'Afrique est un continent vivant sous des régimes politiques tyranniques qui règnent par la terreur et la violence.
Les écrivains dénoncent les systèmes des partis uniques en raillant la confiscation du pouvoir par une élite nationale incompétente et corrompue, en narrant les défaites multiples et successives des héros, tombés dans l'oubli, en quête d'un univers nouveau pour le peuple et qui habituent leur peuple au malheur.
C'est dans ce contexte de malaise social, dont la cause serait l'échec ou la difficulté pour le « continent noir » d'accéder à la modernité, que surgit le « Pleurer-rire » d'Henri Lopes.

## Résumé
Polepole, dirigeant du pays, est renversé à l'issue d'un coup d'État. Quelques jours après, un conseil patriotique de résurrection nationale est mis en place. Il est dirigé par le colonel Bwakamabe Na Sakkade promu nouveau chef d'État. Dans leurs commentaires, les éditorialistes s'insurgent contre le nouveau chef. Certaines sources rapportent que le coup d'État du général Bwakamabe s'est soldé par plusieurs centaines de cadavres.
À chaque conseil des ministres les membres du gouvernement sont fouillés à la porte d'entrée et sont tenus de se soumettre au chef comme des élèves dans une salle de classe.
Dans son mot de clôture lors d'une réunion des ministres, le président de la République déclare que « songer à des élections c'est tomber dans la faiblesse du juridisme ». Pour lui, il n'est donc pas question de céder le pouvoir à la canaille envoûtée par Satan. Il est prêt à se battre, à mourir et à tuer pour conserver entre ses mains pieuses le pouvoir conféré par Dieu[réf. à confirmer].
Une tentative de coup d'État visant à ramener Polepole au pouvoir se traduit par un échec. Le colonel Haraka, considéré comme le principal instigateur, trouve refuge dans l'ambassade d'Ouganda. Bwakamabé Na Sakkadé réussit à obtenir qu'il soit livré lorsqu'il en fait la demande à Idi Amin Dada lors d'un voyage en Ouganda.
Trois camions militaires stationnent devant l'ambassade à deux heures du matin, la nuit qui suit le retour de Bwakamabé de Kampala (la capitale de l'Ouganda). Haraka, ficelé comme un vulgaire colis, est amené en dehors de la ville. L'argent tant espéré de La Mecque et d'autres capitales croyantes et pétrolifères ne laisse pas retarder sa date d'arrivée. Pendant ce temps, les fonctionnaires restent plusieurs mois sans salaire, ils ne peuvent compter que sur de petites combines pour survivre. La presse confirme certaines rumeurs selon lesquelles Bwakamabé aurait échappé à un attentat.
Ensuite, on remarque les absences, depuis un mois, dans les cérémonies officielles, du capitaine Yabaka et du chef d'état major des grandes et historiques forces armées, le colonel Kaputula. Le capitaine Yabaka est arrêté, jugé puis passé par les armes[source insuffisante].

## Analyse romanesque
Le Pleurer-rire est une étape importante de l'itinéraire littéraire d'Henri Lopes. Révolutionnaire dans sa forme, ce récit manifeste une double vocation nationale et universelle. L'enracinement dans le pays d'origine existe dans les emprunts locaux aux langues maternelles et au français.
Le Pleurer-rire est un roman dont l'intérêt tient à l'approche thématique, à l'étude des personnages, à l'examen de la structure, de l'espace, du narrateur, du temps romanesque et de l'écriture.

## Approche thématique

### Le pouvoir
Dans ce livre, qui met en scène une dictature, le chef d'État Bwakamabé Na Sakkadé craint de perdre son pouvoir conféré par Dieu. Son pouvoir fait peu de cas de l'intérêt public, il s’agit d'une politique du ventre dans un pays où règnent le mal, la peur de la mort, le complot et la remise en cause d'un pouvoir usurpé, le tribalisme, le culte de la personnalité, de l'opulence et la gabegie.

### Le contre-pouvoir
Face au pouvoir, chaque couche sociale choisit une stratégie, la subversion ou le coup d'État[réf. à confirmer].

### La femme
Dans ce roman violent, la femme est prise comme un objet de plaisir, d'attirance sexuelle, elle est vouée à l'amour charnel, au charme et la beauté, elle est vendue aux enchères et est considérée comme un être vicieux.

### Le rêve
Ici, le rêve n'est pas neutre, il n'est pas indifférent à la vie des hommes, mais y participe. Aussi se veut-il annonce ou avertissement.

## Personnages
« Le maître d'hôtel » est un obsédé sexuel. Toute présence féminine éveille en lui l'instinct sexuel. Il est chargé de servir à boire et à manger à son excellence Tonton président Bwakamabé Na Sakkadé. Subalterne, il est conscient de la subordination à son chef et se résout à se soumettre sans mesure.
« Polepole » a été renversé à l'issue d'un coup d'État fomenté par Bwakamabé Na Sakkadé. Depuis il vit en exil en France. Il se retrouve sans épargne, ni résidence digne de son nom, et sans avoir payé ses dettes. Marqué par l'amère expérience de son éviction, l'ancien président ne veut plus faire de politique, préférant se lancer dans la recherche. Il aimerait qu'on l'appelle désormais le professeur. Il n'a pas bien gouverné son pays.
« Bwakamabé Na Sakkadé », nouveau président dictateur, a des colères assimilables à celles d'un monstre qui entraînent des conséquences désastreuses pour ses victimes. Il se déclare père de la nation à l'occasion d'un conseil des ministres débattant sur la démocratie. Il est assoiffé de pouvoir et est prêt à conserver entre ses mains pieuses le pouvoir conféré par Dieu. Bwakamabé est possédé par un désir de grandeur et une volonté de puissance.
« Soukali Djamboriyessa » est mariée et mère de famille. C'est une femme hypocrite aux mœurs légères, couchant avec un amant en absence de son mari « Monsieur l'inspecteur ».
« François Tiya » : ce personnage fait figure de sage. Il est riche d'une longue expérience et s'est familiarisé avec les jeunes qui lui vouent respect et considération. Il constitue une référence morale pour les jeunes. Ses qualités exceptionnelles lui valent une estime digne d'un grand homme symbole d'une époque.
« Napoléon » doit certainement son nom à son caractère intrépide et à ses qualités de lutteur. C'est un instituteur retraité qui a compris que développement de l'Afrique passe non pas par le bavardage stérile, mais par la production et la formation.
« Monsieur l'inspecteur » est un membre de la haute société, jouissant d'une situation sociale confortable. Il est le mari de Soukali. Ses retours tardifs au foyer ne lui permettent pas d'être disposé à satisfaire sexuellement sa femme.
« Elengui » est la femme du maitre d'hôtel. C'est l'unique qualité que son mari puisse le reconnaître, qualité qui fait qu'il continue à l'aimer.
« Le capitaine Yabaka » croit en la démocratie en tant que valeur cardinale. Il se dévoue pour son peuple duquel il est solidaire. Il demande que le peuple s'exprime librement et formule des critiques à l'endroit des dirigeants. Il est contre les Américains et dénonce leur attitude impérialiste.
« Les jeunes » sont connus pour leur instruction et leur maîtrise de la dialectique.
« Les savants » sont dotés d'une culture encyclopédique.
« Le colonel Haraka » entretient des relations étroites avec des occidentaux. Il est opposant à Bwakamabé. Il organise un coup d'État qui se solde par un échec.
« Aziz Sonika » est chargé d'encenser le président Bwakamabé et son régime à la radio et dans l'hebdomadaire La Croix du Sud. Il présente la biographie du nouveau chef. Au besoin, il se plaît à taire la vérité. Il doit sa promotion aux nombreux services qu'il a rendu au pouvoir.
« Ma Mireille », épouse du chef, entretient des relations intimes avec son maître d'hôtel. Elle est la première dame de la République.
« Cécile » est la dame de compagnie de Ma Mireille. Elle sert d'intermédiaire entre le maître d'hôtel et cette dernière.
« Spinoza » est professeur de philosophie et soutient l'éducation sexuelle[pas clair]. Franc-maçon vicieux il est poursuivi par les Occidentaux.
« Za Hélène » est la sœur aînée de Bwakamabé.
« Monsieur Gourdain » est directeur de la sécurité présidentielle. Il a dirigé plusieurs opérations de tortures dans le pays.
« Malaîka Yabaka » est la sœur du capitaine Yabaka. Elle a étudié au lycée technique Félix-Éboué.
« Matapalé » est un grand écrivain, il a obtenu le « grand prix littéraire de l'union française ». Sa disparition préoccupe les Occidentaux qui voyaient en lui un écrivain de génie.
« Mélamjie » est la femme du vieux Tiya. Elle est éplorée d'avoir perdu son mari.
« Philomène », ex-épouse de Tiya, assiste aux funérailles du défunt en apportant sa construction[pas clair].

## Édition
Henri Lopes, Le pleurer-rire : roman, Paris/Dakar, Présence Africaine, 2003 (réimpr. 2003, 2007, 2008, 2011) (1re éd. 1982), 371 p. (ISBN 978-2-7087-0745-0 et 2-7087-0745-0)